# Gammarus zagrosensis
Gammarus zagrosensis is een vlokreeftensoort uit de familie van de Gammaridae. De wetenschappelijke naam van de soort is voor het eerst geldig gepubliceerd in 2009 door Zamanpoore, Poeckl, Grabowski & Schiemer.